# Tarbert (Kerry)
Tarbert is een plaats in het Ierse graafschap Kerry.
De naam is afgeleid van het Oudnoordse tarbeit, wat "trek-boot" (dat wil zeggen overtoom) betekent. Er zijn verschillende plaatsen in Schotland met de naam Tarbert of Tarbet.

## Geografie
Tarbert ligt langs de N69 kustweg tussen Limerick en Tralee. Het stadje ligt aan de zuidelijke oever van het estuarium van de Shannon.

## Tarbert Island

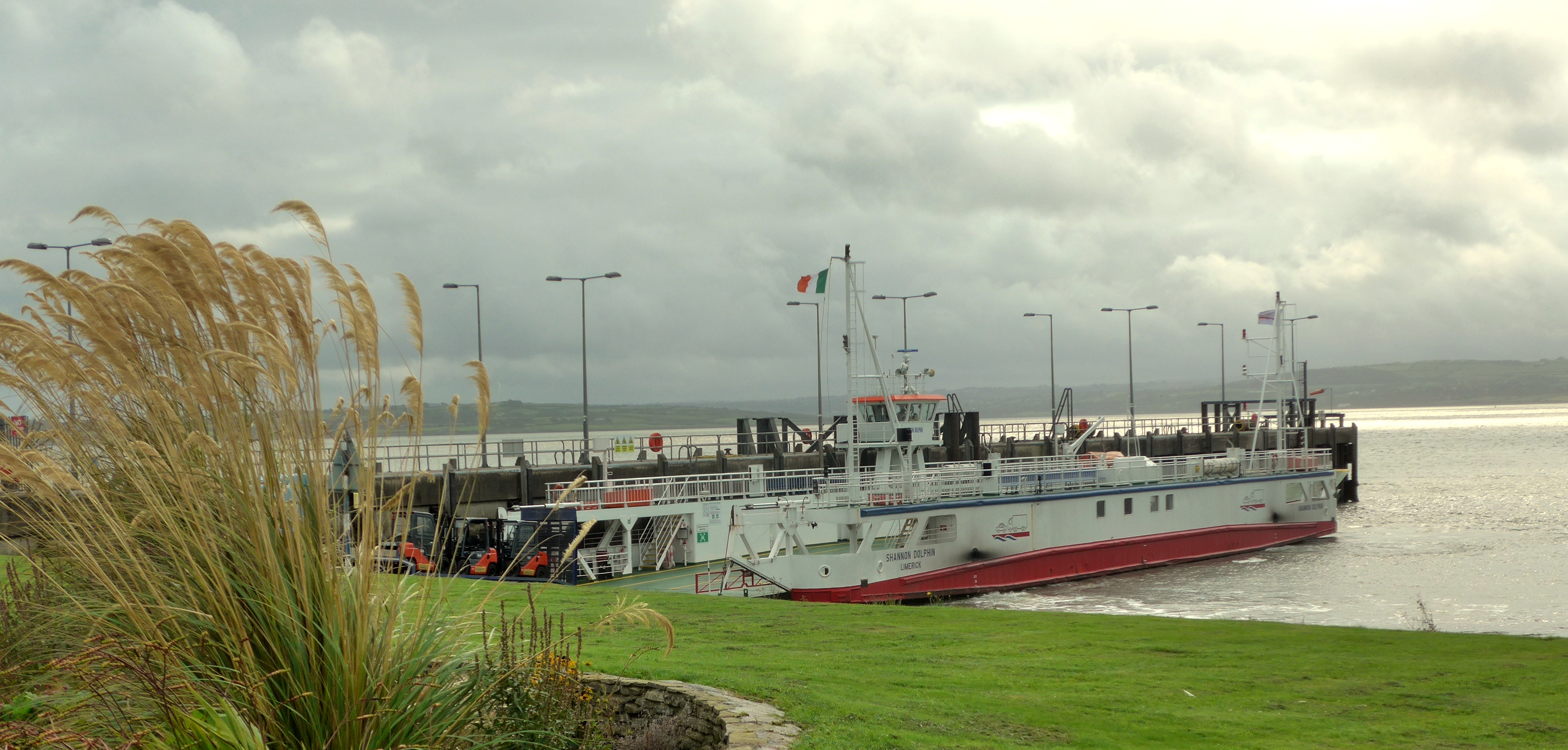
Veerboot over de Shannon (Shannon Dolphin)

Het nabijgelegen schiereiland is door een korte landengte verbonden met het vasteland. Vanaf Tarbert Island vertrekt een veerboot van Shannon Ferries Ltd naar Killimer (County Clare) aan de overzijde van de Shannon. Deze veerdienst vormt een verbinding tussen de N69 in Kerry en de N67 in Clare.

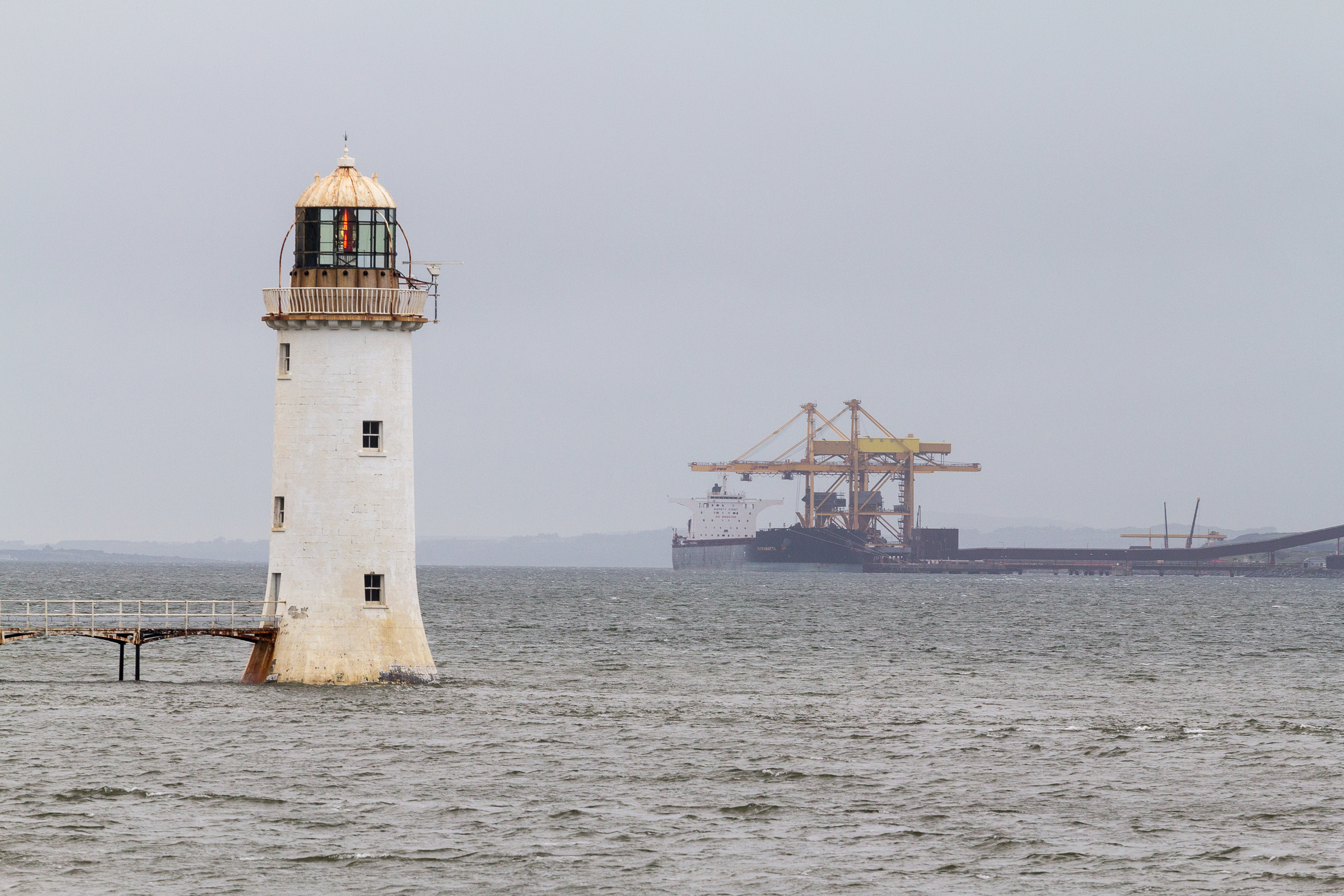
Tarbert vuurtoren

Op het eiland staan een vuurtoren, die sinds 31 maart 1834 in werking is, en een elektriciteitscentrale van de ESB. Deze centrale werd geopend in 1969. In 2003 vond er een explosie plaats waarbij twee arbeiders gedood werden en een derde zwaargewond. 